# قطعنامه ۱۱۲۶ شورای امنیت
قطعنامه ۱۱۲۶ شورای امنیت سازمان ملل متحد که در تاریخ ۲۷ اوت ۱۹۹۷ تصویب شد، سندی بین‌المللی دربارهٔ دادگاه یوگسلاوی سابق است. این قطعنامه طی نشست ۳۸۱۳ام با ۱۵ رای موافق، ۰ مخالف و ۰ ممتنع تصویب شد.